# Полянин, Андрей Дмитриевич
Поля́нин, Андре́й Дми́триевич (род. 1 ноября 1951 года, Пекин, Китайская Народная Республика) — советский и российский математик и механик.

## Биография
Отец А. Полянина преподавал в Пекинском университете экономические дисциплины.
В 1974 году А. Д. Полянин с отличием окончил механико-математический факультет Московского государственного университета им. М. В. Ломоносова. Дипломный проект выполнен под руководством А. Г. Куликовского.
С 1975 года работает в Институте проблем механики АН СССР (затем РАН); кандидат физико-математических наук (1981, тема диссертации «Асимптотический анализ тепло-и массообмена частиц в ламинарном потоке жидкости при больших числах Пекле», научные руководители Ю. П. Гупало, Ю. С. Рязанцев),
Доктор физико-математических наук (1986), ведущий научный сотрудник (1991).
С 2004 года преподает на кафедре «Прикладная математика» МГТУ им. Н.Э. Баумана, профессор.
Член Экспертного совета ВАК РФ по математике и механике, член редколлегии журнала «Теоретические основы химической технологии».
В 2001 году избран в Российский национальный комитет по теоретической и прикладной механике.
Главный редактор международного научно-образовательного сайта «Мир математических уравнений».
Редактор книжной серии Differential and Integral Equations and Their Applications, Chapman & Hall/CRC Press, Boca Raton-London.
Научные интересы: математическая физика, обыкновенные дифференциальные уравнения, дифференциальные уравнения в частных производных, интегральные уравнения, гидродинамика, теория тепло- и массопереноса, физико-химическая гидродинамика, химические технологии.
Автор более 30 книг (в том числе на английском, немецком и болгарском языках), наиболее известны его справочники по дифференциальным (обыкновенным и в частных производных) и интегральным уравнениям, опубликовал около 160 научных статей, автор 3 изобретений.

## Награды
Премия им. С. А. Чаплыгина (1991), с Ю. П. Гупало, Ю. С. Рязанцевым.

### Фото
Андрей Полянин и его книги, 2004 — 1
Андрей Полянин и его книги, 2004 — 2